# Savignac, Gironde
Savignac är en kommun i departementet Gironde i regionen Nouvelle-Aquitaine i sydvästra Frankrike. Kommunen ligger i kantonen Auros som tillhör arrondissementet Langon. År 2022 hade Savignac 646 invånare.

## Befolkningsutveckling
Antalet invånare i kommunen Savignac
Referens:INSEE